# Кіштарча
Кі́штарча (угор. Kistarcsa; [ˈkiʃtɒɾtʃɒ]) — місто в центральній частині Угорщини, у медьє Пешт. Населення - 9 418 осіб (2001).